# Mustapha Bundu
Pour les articles homonymes, voir Bundu.
Mustapha Bundu, né le 28 février 1997 à Freetown en Sierra Leone, est un footballeur international sierraléonais qui évolue actuellement au poste d'attaquant au Hanovre 96.

## Biographie

### Débuts en Angleterre
Mustapha Bundu est né à Freetown en Sierra Leone, mais c'est en Angleterre qu'il commence le football, du côté de Newquay AFC, avant de rejoindre le club d'Hereford FC en 2015.

### AGF Århus
En août 2016 il effectue un essai à l'AGF Århus, au Danemark et après avoir convaincu les dirigeants du club, il signe un contrat le 31 du même mois. Bundu joue son premier match en faveur de son nouveau club le 23 octobre 2016, face au Brøndby IF, lors d'une rencontre de Superligaen. Il entre en jeu en cours de partie ce jour-là, et son équipe s'incline (1-0). Le 2 avril 2017, il inscrit son premier but pour le club d'Århus, face au Viborg FF. Buteur lors de cette partie, donc, il est également passeur décisif, et contribue ainsi à la victoire de son équipe (0-4).
Le 15 septembre 2019, Bundu réalise le premier triplé de sa carrière, lors de la neuvième journée de championnat face à l'Aalborg BK. Ces trois buts permettent à son équipe de remporter la rencontre sur le score de 3-0.

### RSC Anderlecht
Lors de l'été 2020 Mustapha Bundu est courtisé par plusieurs clubs européens comme le Borussia Dortmund ou le LOSC Lille. Il s'engage en faveur du RSC Anderlecht le 7 août 2020 où il paraphe un contrat de quatre ans pour un montant estimé de 3 millions d'euros,.

### FC Copenhague
Le 26 janvier 2021, Mustapha Bundu est prêté au FC Copenhague par le RSC Anderlecht.

### Retour à l'AGF Århus
Le 31 août 2021, Mustapha Bundu fait son retour à l'AGF Århus sous forme de prêt avec option d'achat,.

### En sélection nationale
Mustapha Bundu honore sa première sélection avec l'équipe nationale du Sierra Leone le 4 septembre 2019, contre le Liberia, lors des éliminatoires du mondial 2022. Il entre en jeu en toute fin de match ce jour-là, et son équipe s'incline sur le score de trois buts à un.